# الكنيسة الأسقفية الإسكتلندية
تمثّل الكنيسة الأسقفية الإسكتلندية إحدى الطوائف المسيحية في اسكتلندا. وتعد هذه الكنيسة ثالث أكبر كنيسة في اسكتلندا، وتضم 303 جماعة محلية. وتعد كذلك مقاطعة كنسيّة تتبع للطائفة الأنجليكية.
تعترف الكنيسة برئيس أساقفة كانتربري التابع لكنيسة إنجلترا كرئيس للاتحاد الأنجليكي، لكن دون ولاية قضائية في اسكتلندا ذاتها، وذلك استمرارًا لكنيسة اسكتلندا كما أرادها الملك جيمس السادس، وكما كانت منذ استرداد الملكية الإنجليزية في عهد الملك تشارلز الثاني إلى إعادة تأسيس المشيخية في اسكتلندا بعد الثورة المجيدة. إضافة إلى ذلك، يحمل الملك البريطاني لقب الحاكم الأعلى لكنيسة إنجلترا في اسكتلندا، لكنه يحتفظ بصلات خاصة مع كل من الكنيسة المشيخية في اسكتلندا والكنيسة الأسقفية الإسكتلندية. يترأس الكنيسة رئيس الأساقفة الذي يُنتخب من بين الأساقفة السبعة للكنيسة ويكون بذلك «أول النظراء» أو «الأول بين الأنداد» بوصفه أسقفًا كبير. الرئيس الحالي للكنيسة الأسقفية الإسكتلندية هو مارك سترينج الذي انتُخب في عام 2017.
يشكل الأسقفيون من حيث العضوية الرسمية، أقل من 1% من سكان اسكتلندا، ما يجعلهم أصغر بكثير من كنيسة اسكتلندا أو الكنيسة الكاثوليكية في اسكتلندا. بلغ عدد أعضاء الكنيسة في عام 2023: 23,503 عضوًا، منهم 16,605 أعضاء مبشّرون. بلغ عدد الحضور في العبادة يوم الأحد، كما أُحصي في الأحد التالي قبل المجيء، 8,815 عضوًا. تُقارن هذه الإحصائية بالأرقام التي كانت منذ ست سنوات سابقة، أي في عام 2017، إذ بلغ عدد أعضاء الكنيسة 30,909، منهم 22,073 عضوًا مبشّرًا، وكان ثمة حضور للعبادة يوم الأحد بلغ 12,149 عضوًا.

## التسمية الرسمية
سُميت الكنيسة الأسقفية الإسكتلندية سابقًا بالكنيسة الأسقفية في اسكتلندا.
على الرغم من عدم تأسيسها حتى عام 1712، فإن الكنيسة الأسقفية الإسكتلندية تعود في أصولها إلى ما بعد الإصلاح الديني وترى في وجودها استمرارية للكنيسة التي أسسها نينيان وكولومبا وكينتيجرن وغيرهم من قديسين قِلطيين. وتزعم كنيسة اسكتلندا الاستمرارية ذاتها.
يُشار إلى الكنيسة أحيانًا في اسكتلندا باسم «الكنيسة الإنجليزية» على سبيل الازدراء، ولكن يمكن لهذا الأمر أن يسبب إساءة. يعود هذا جزئيًا ربما، إلى حقيقة أنها أيضًا عبارة عن اتحاد بين الأساقفة غير المحلَّفين و«الجماعات المؤهلة» التي تُعبد وفقًا لطقوس كنيسة إنجلترا. تُعرف أحيانًا باسم «كنيسة الليرد» بسبب ارتباطها التاريخي بأرستقراطية اسكتلندا التي تجاوزت عضويتها في الكنيسة أعضاء الطوائف الأخرى. وُثّق في منتصف القرن التاسع عشر أن ثلاثة أرباع «أصحاب الأراضي في اسكتلندا» كانوا من الأساقفة.

## تاريخ
أصول المسيحية في اسكتلندا
نفّذ القديس نينيان الكاثوليكي أول بعثة مسيحية إلى ما يعرف اليوم بجنوب اسكتلندا.
سافر القديس كولومبا إلى اسكتلندا برفقة اثني عشر رفيقًا في عام 563 م، حيث هبط أولًا عند الطرف الجنوبي لشبه جزيرة كينتاير، بالقرب من ساوثيند وفقًا للأسطورة. لكنّه ونظرًا لأنه لا يزال في مرمى بصر موطنه الأصل، فقد انتقل شمالًا على طول الساحل الغربي لإسكتلندا. مُنح أرضًا في جزيرة إيونا قبالة جزيرة مول أصبحت مركزًا لرسالته التبشيرية لجماعة البيكتس. ومع ذلك، ثمة شعور بأنه لم يترك شعبه الأصلي، حيث كان الغيليون الأيرلنديون يستعمرون الساحل الغربي لإسكتلندا مدةً من الوقت.
استمرت الكنيسة الكاثوليكية الإسكتلندية في النمو في القرون التي أعقبت ذلك، وفي القرن الحادي عشر عززت القديسة مارغريت من اسكتلندا (زوجة مالكولم الثالث ملك اسكتلندا) روابط الكنيسة مع الكرسي الرسولي، كما فعل الملوك المتعاقبون مثل ابن مارغريت، ديفيد الأول ملك اسكتلندا الذي دعا عديدًا من الطوائف الدينية لإنشاء الأديرة.

## الإصلاح
أُضفي الطابع الرسمي على الإصلاح الإسكتلندي في عام 1560، عندما انفصلت كنيسة اسكتلندا عن كنيسة روما خلال عملية الإصلاح البروتستانتي بقيادة جون نوكس، من بين آخرين غيره. أصلحت الكنيسة من عقائدها وحكومتها، مستفيدة من مبادئ جون كالفن التي خضع لها نوكس في أثناء إقامته في سويسرا. في عام 1560، أبطل البرلمان الإسكتلندي الولاية البابوية ووافق على اعتراف كالفن بإيمانه، لكنه لم يقبل عديدًا من المبادئ المنصوص عليها في كتاب نوكس الأول للنظام الذي زعم فيه، من بين أمور أخرى، أن جميع أصول الكنيسة القديمة يجب أن تنتقل إلى الكنيسة الجديدة. لم يُصادق التاج على تسوية الإصلاح لعام 1560 لبعضٍ من السنوات، وظلت مسألة حكومة الكنيسة، إلى حد كبير، دون حل. في عام 1572، وافق الملك الشاب جيمس السادس أخيرًا على قوانين عام 1560، ولكن تحت ضغط عديد من النبلاء، وسمحت اتفاقية ليث للتاج أيضًا بتعيين الأساقفة بموافقةٍ من الكنيسة. لم يكن لدى جون نوكس نفسه آراء واضحة بشأن منصب الأسقف، مفضلًا أن يُعاد تسميته بـ «المراقب أو المشرف»؛ ولكن ردًا على الاتفاقية الجديدة، ظهر حزب مشيخي بقيادة أندرو ملفيل، مؤلف الكتاب الثاني للنظام.
بدأت الكنيسة الأسقفية الإسكتلندية ككنيسة مستقلة في عام 1582، عندما رفضت كنيسة اسكتلندا الحكم الأسقفي (من الأساقفة) وتبنت حكومة المشيخية بقيادة الشيوخ بالإضافة إلى اللاهوت المصلح (الكالفينية). بذل الملوك الإسكتلنديون جهودًا متكررة لإدخال الأساقفة وتقليدين كنسيين في تنافسٍ دائم.

### الحكومة الأسقفية التي فرضها آل ستيوارت
مرر جيمس السادس ملك اسكتلندا القوانين السود عبر البرلمان الإسكتلندي في عام 1584، ونصَّ هذا القانون على تعيين اثنين من الأساقفة وإدارة كنيسة اسكتلندا تحت السيطرة الملكية المباشرة. لكنه قوبل بمعارضة شديدة فاضطر إلى التنازل عن حق الجمعية العامة في إدارة الكنيسة. اعترضت طائفة من الأسقفية الكالفينية التي كرهت أسلوب القداس الأقرب إلى الاحتفالية منه إلى الدينية. وبعد اعتلاء جيمس العرش الإنجليزي في عام 1603، أوقف الجمعية العامة عن اجتماعها، وزاد عدد الأساقفة الإسكتلنديين، وفي عام 1618 عقد جمعية عامة في بيرث؛ تبنى هذا التجمع خمسة مواد من الممارسات الأسقفية. وقابل عديد من قادة الكنيسة الإسكتلندية وجماعاتهم، المواد الخمسة بالمقاطعة والازدراء.
تُوِّج تشارلز الأول، ابن جيمس، في دير هوليرود بإدنبرة في عام 1633 وفقًا للطقوس الأنجليكية الكاملة. وفي وقت لاحق من عام 1637، حاول تشارلز تقديم نسخة إسكتلندية من كتاب الصلوات الذي كتبه مجموعة من الأساقفة الإسكتلنديين، أبرزهم رئيس أساقفة سانت أندروز، جون سبوتيسوود، وأسقف روس، جون ماكسويل، وحرره للطباعة رئيس أساقفة كانتربري، ويليام لود؛ وكان مزيجًا من كتاب نوكس للقوانين الذي كان قيد الاستخدام قبل عام 1637، والطقوس الإنجليزية، على أمل توحيد الكنيسة (الأنجليكية) في إنجلترا والكنيسة (المشيخية) في اسكتلندا. عندما استُخدم كتاب الصلوات المنقح لأول مرة في أثناء العبادة في 23 يوليو من عام 1637 في كنيسة القديس غيلز في إدنبرة، أشعل ذلك شرارة أعمال شغب كانت تجسيدًا لقوة المشاعر الشعبية في اسكتلندا لدرجة أنها أدت بشكل غير مباشر إلى تعجيل حروب الأساقفة، وساعد هذا التحدي الناجح للسلطة الملكية، في تشجيع عديد من الكاثوليك الأيرلنديين غير السعداء على المشاركة في التمرد الأيرلندي في عام 1641، وبرلمان إنجلترا غير المتعاون على نحو متزايد، لإعلان الحرب على الملك في الحرب الأهلية الإنجليزية. ونتيجة لضعف الملك، تمكن أتباع الميثاق المشيخيون من أن يصبحوا الحكومة الفعلية في اسكتلندا، حتى أدى الخلاف بين البرلمانين الإسكتلندي والإنجليزي حول كيفية إدارة بريطانيا من حيث الحكم المدني والديني بعد هزيمة الملك، إلى حرب أخرى وغزو اسكتلندا من حلفاء أتباع الميثاق السابقين، جيش النموذج الجديد الذي يتبع للبرلمان الإنجليزي.